# Дикки, Невилл
Невилл Дикки (англ. Neville Dickie; род. 1 января 1937, Дархем, Великобритания) — британский джазовый пианист, играющий в стилях буги-вуги и страйд. С успехом выступал в различных странах Европы и Северной Америки.

## Карьера
Отслужив в Королевских ВВС Великобритании, Дикки переехал из Дарема в Лондон, где перебивался небольшими заработками, играя на пианино в пабах. Рывок в его музыкальной карьере произошёл после того, как на него обратил внимание продюсер BBC Radio 2 Дорин Девис. Его произведения исполнялись сотни раз в радиопередачах Би-Би-Си.
Дикки выпустил многочисленные диски. Его альбом 1975 г. «Возвращение к буги» (Back to Boogie) был продан в более чем 100000 экземплярах. В настоящее время Дикки продолжает активную деятельность, выступает в Лондоне и окрестностях со своим джазовым трио, а также с более крупным джаз-бандом Rhythmakers, образованным в 1985 году.

## Избранная дискография
- The Robins Return (1969)
- Back To Boogie (1975)
- Eye Opener (1982)
- Taken in Stride (1985)
- Neville Dickie Meets Fats, the Lion, and the Lamb (1988)
- The Piano Has It (1993)
- Harlem Strut (1996)
- Shout for Joy — Neville Dickie and His Rhythm Kings, featuring Al Casey and Dick Morrissey, Southland (1997)
- Oh Play That Thing (1998)
- Charleston Mad (1998)
- Shout for Joy (1999)
- Never Heard Such Stuff! — Neville Dickie and Norman Emberson, Stomp Off Records (2004)
- Stride Summit (2004)
- To Be Played Any Time (2005)
- Don’t Forget to Mess Around (2005)
- My Little Pride and Joy (2006)
- By Request (2007)
- Strut Miss Lizzie  (2008)
- Stridin' The Blues Away (2008)